# Івашко Андрій Олександрович
Андрій Олександрович Івашко (нар. 29 червня 1980, м. Кролевець (нині — Конотопського району), Сумська область, Українська РСР, СРСР — пом. 24 лютого 2022, неподалік Глухова, Шосткинський район, Сумська область) — український військовослужбовець Збройних сил України, що героїчно загинув під час російського вторгнення в Україну в лютому 2022 року, Герой України з удостоєнням ордена «Золота Зірка», учасник російсько-української війни.

## Життєпис
Народився у 1980 році в м. Кролевці на Сумщині.
6 грудня 2019 року був нагороджений спільними грамотами Голів Глухівської райдержадміністрації та районної ради з нагоди Дня захисника України.
Загинув 24 лютого 2022 року в перший день російського вторгнення в Україну під час ворожого ракетного обстрілу. На той час проходив військову службу в окремій радіолокаційній роті Повітряних сил ЗСУ в складі окремої радіолокаційної роти міста Глухова, що була розташована поблизу села Обложки у військовій частині, яка відома під назвою «Глухів-2». Перебуваючи на бойовому посту, він ціною власного життя здійснював видачу бойової інформації щодо дій противника. Під час ракетного обстрілу ціною власного життя Андрій Івашко особисто давав інформацію щодо дій ворога. Рано-вранці того дня, російські війська зробили спробу прориву кордону в районі Бачівська, але були призупинені поблизу м. Глухова, де зав'язався бойові сутички.
29 серпня 2022 року в День пам'яті захисників України, які загинули в боротьбі за незалежність, суверенітет і територіальну цілісність нашої держави, Президент України Володимир Зеленський передав орден «Золота Зірка» членам родини загиблого Героя України.

## Нагороди
- звання «Герой України» з удостоєнням ордена «Золота Зірка» ( 10 березня 2022, посмертно) — за особисту мужність і героїзм, виявлені у захисті державного суверенітету та територіальної цілісності України, вірність військовій присязі.